# Васкес, Доминго
Доминго Васкес Торуньо (исп. Domingo Vásquez Toruño; 1846, Тегусигальпа — 11 декабря 1909, там же) — гондурасский политический, государственный и военный деятель, юрист, доктор права, генерал-майор, президент Гондураса с 7 августа 1893 по 22 февраля 1894 года. 

## Биография
Сын адвоката. Окончил в 1868 году Национальный университет Гондураса. Член Прогрессивной партии Гондураса.
Во время восстания Понсиано Лейвы (Партия консерваторов Гондураса) против правительства Хосе Марии Медины в 1876 году командовал обороной Тегусигальпы. В 1877 году его направили в качестве полномочного представителя в правительство Перу, где он представлял Гондурас на Международном конгрессе юристов в Лиме. Посетил ряд стран Южной Америки, США и стран Европы. Оставался за границей во время правления генерала Луиса Бограна. Когда Пончано Лейва вступил в должность 30 ноября 1891 года, он вернулся в Гондурас и в 1894 году был назначен главнокомандующим армии Тегусигальпы. Работал министром правительства (1893).
В 1893—1894 годах занимал пост Президента Гондураса.
Утратил власть в результате поражения в войне с Никарагуа. Бежал в Европу, затем Азию, с 1908 года жил в США. Затем вернулся на родину.